# Clara-Tanit Arqué
Clara-Tanit Arqué (Gerona, 1981) es una historietista e ilustradora española.

## Biografía
Estudió interiorismo en la escuela Eina y posteriormente ilustración en la escuela Massana, donde empezó a interesarse por el cómic gracias al contacto con otros autores como Lola Lorente.
Tras colaborar en fanzines como "Enfermo" y "Lunettes", optó por desarrollar un cómic como proyecto fin de carrera a partir de unos personajes que había concebido previamente: Wassalon (Astiberri Ediciones, 2008). También obtuvo la beca AlhóndigaKomik, la cual estaba dotada con mil euros al mes durante un año para desarrollar un proyecto de cómic en La Maison des Auteurs de Angoulême. Éste, con el título de ¿Quién ama a las Fresas? fue publicado en 2010, también por Astiberri.
Ha diseñado las carátulas de los discos del grupo Anna Roig y L'ombre de ton chien.
Aparece brevemente en la película Difuminado de 2014 dirigida por el cineasta Pere Koniec.

## Obra
- 2008 Wassalon (Astiberri)
- 2010 ¿Quién ama a las Fresas? (Astiberri)

## Otras publicaciones
- 2009	Enfermo, Publicación con Historietas del sello ASTIBERRI Ediciones, en los números: 1
- 2010	Usted Está Aquí, Libro de Historietas del sello DIBBUKS, en los N.º: 1 (VAGÓN DE METRO), 2 (COLA DE CORREOS)
- 2010	Colibrí, Publicación con Historietas del sello MASCARO/PUYOL, en los N.º: 2
- 2013	Panorama. La novela gráfica española hoy (Coordinación y prólogo: Santiago García) Astiberri ediciones
- 2014   Enjambre. Historieta en antología compuesta por 17 cómics y 2 relatos cortos escritos. Norma Editorial

## Diseño gráfico
- 2014   Anna Roig y L'ombre de ton chien (Un pas i neu i un pas)
- 2011   Anna Roig y L'ombre de ton chien (Bigoti Vermell)
- 2009   Anna Roig y L'ombre de ton chien